# Pherepedaliodes pheretiades
Pherepedaliodes pheretiades är en fjärilsart som beskrevs av Smith och Kirby 1894. Pherepedaliodes pheretiades ingår i släktet Pherepedaliodes och familjen praktfjärilar. Inga underarter finns listade i Catalogue of Life.